# St. Clair (Missouri)
St. Clair – miasto w Stanach Zjednoczonych, w stanie Missouri, w hrabstwie Franklin.